# Sibil·la de Manresa

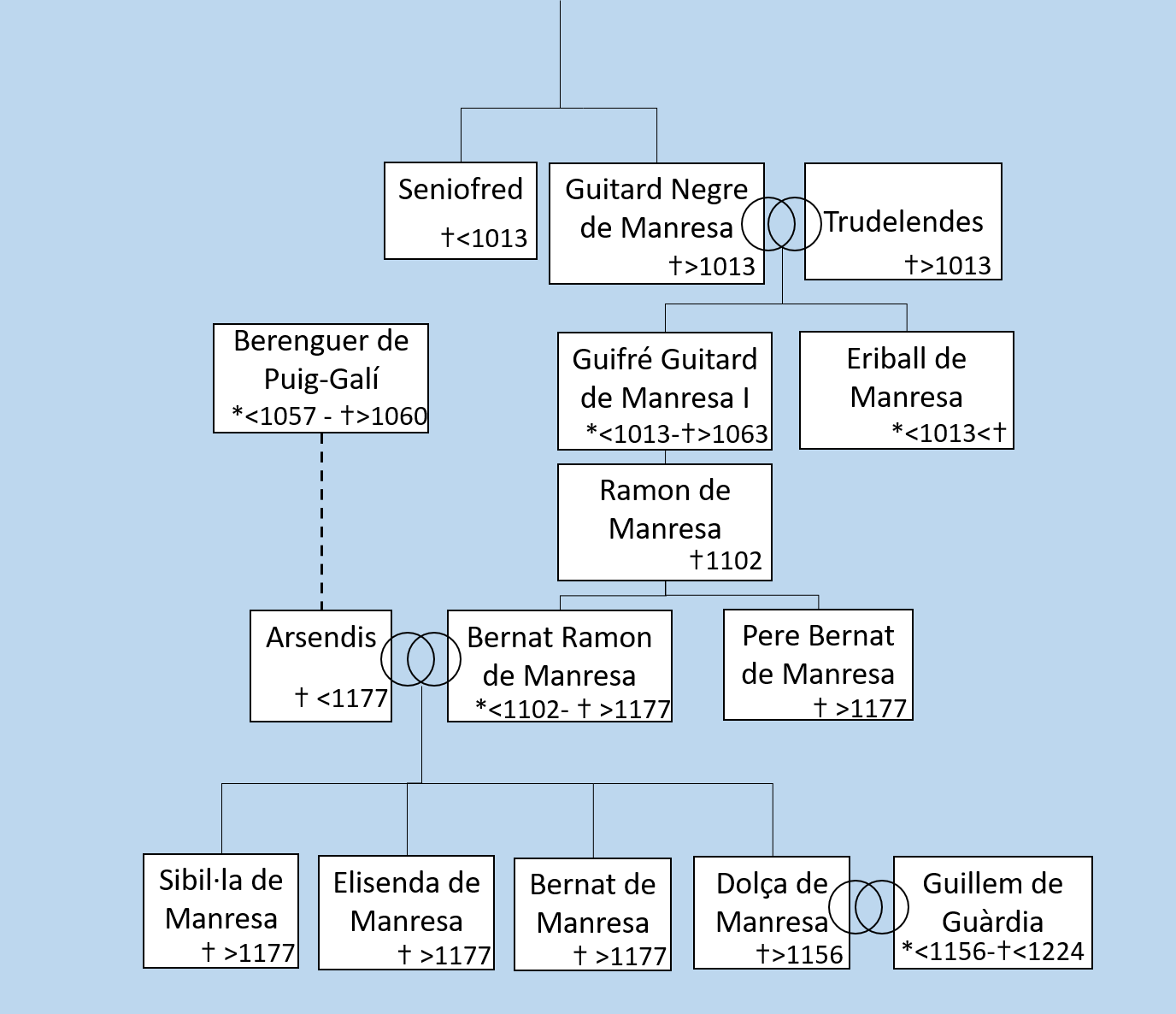
Arbre genealògic de Sibil·la de Manresa

Sibil·la de Manresa fou filla de Bernat Ramon de Manresa, el Castlà de Manresa i d'Artés, i d'Arsendis de Castellgalí, qui probablement era descendent dels senyors de Castellgalí. La seva germana Dolça de Manresa es casà amb Guillem de Guardia, parent dels vescomtes de Barcelona.
L'any 1177 vengué el castell i el terme de Castellgalí a Alfons I per 250 morabatins d'or, afirmant que l'havia heretat de part de la seva mare. La venda l'aprovaven els seus germans Elisenda i Bernat, i en foren testimonis el mateix Guillem de Guardia, Pere Salom, Bernat Veguer de Manresa, Pere Prevere i el notari Guillem de Bonastre, qui va redactar-ne l'acta.